# Stefan Małecki (malarz)

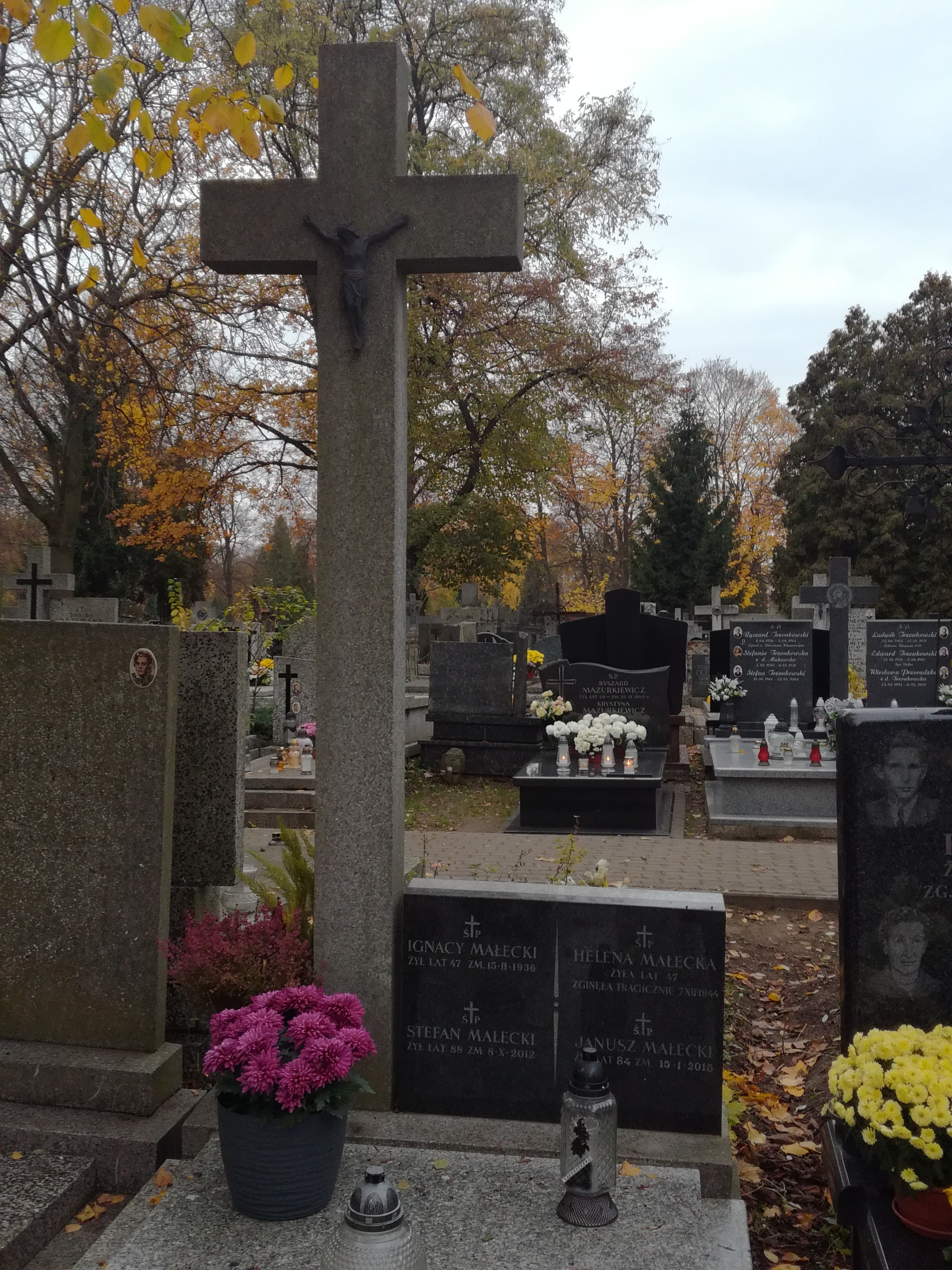
Grób Stefana Małeckiego na cmentarzu Bródnowskim

Stefan Hipolit Małecki (ur. 13 sierpnia 1924 w Warszawie, zm. 8 października 2012 w Legionowie) – polski malarz i grafik.

## Życiorys
W czasie okupacji niemieckiej był żołnierzem Armii Krajowej o pseudonimie „Robak”. W latach 1939–1944 przynależał do VI Obwodu Warszawskiego Okręgu Armii Krajowej (Praga) w szeregach ODB–22 (Oddziału Dywersji Bojowej). Brał czynny udział w powstaniu warszawskim.
Główne dziedziny jego aktywności twórczej to plakaty, ilustracje książkowe, znaki firmowe, znaczki i kartki pocztowe, oraz datowniki okolicznościowe. Od 1955 współpracował z Ministerstwem Łączności. Natomiast od 1957 był członkiem Związku Polskich Artystów Plastyków. W swoim dorobku ma opracowanie około pięciuset projektów walorów filatelistycznych.
Zmarł wskutek ciężkiej choroby. Został pochowany na cmentarzu Bródzieńskim w Warszawie (kwatera 28B-5-13).

### Hobby
Był zapalonym żeglarzem.

## Wybrana twórczość

### Plakaty
- Ogólnopolska Wystawa Młodej Plastyki • Arsenał 1955, 1955 – wspólnie z Tadeuszem Kobakiem
- VII Międzynarodowy Konkurs Pianistyczny im. Fryderyka Chopina, 1965
- Karnawał Młodości w XXV–lecie PRL, 1969
- G. B. Pergolesi • Livietta i Tracollo, Teatr Wielki w Warszawie
- VIII Międzynarodowy Konkurs Pianistyczny im. Fryderyka Chopina, 1970

### Ilustracje książkowe
- Mam 6 lat • Wyprawka dla sześciolatka, aut. Feliks Przyłubski, Ewa Siatkowska, wyd. Wydawnictwa Szkolne i Pedagogiczne, 1977 – il. wspólnie z Elżbietą Fido-Drużyńską

### Znaczki pocztowe
- Szlachetne gatunki ryb
- 600-lecie Uniwersytetu Jagiellońskiego
- Z tradycji szkolnictwa morskiego
- Polskie stroje ludowe
- Historia lokomotywy
- Porty polskie
- Arcydzieła dramaturgii polskiej
- Koleje polskie
- Ochrona środowiska
- I wizyta papieża Jana Pawła II w Polsce
- 10-lecie Polskiej Stacji Arktycznej im. H. Arctowskiego
- Poczet królów i książąt polskich
- 400-lecie Poczty Polskiej
- XVII Olimpiada • Rzym 1960
- Walka z malarią
- Medale olimpijskie
- Kwiaty ogrodowe
- Wizyta papieża Jana Pawła II w Polsce (1979)

### Wystawy
- Wystawa rysunku „Ziemia Polska”, Opole 1958
- Wystawa polskiego plakatu w Düsseldorfie, 1960
- Wystawa „Polskie dzieło plastyczne w XV-lecie PRL” w dziale plakatu i grafiki reklamowej, Warszawa 1961
- Międzynarodowa Wystawa Filatelistyczna, Paryż 1964
- II Międzynarodowe Biennale Argentyńskiego Stowarzyszenia Filatelistycznego. Wystawa projektów znaczka pocztowego, Buenos Aires 1964
- I Międzynarodowe Biennale Plakatu, Warszawa 1966
- I Wystawa Projektów Polskich Znaczków Pocztowych, Warszawa 1968
- I Ogólnopolska Wystawa Znaków Graficznych, Warszawa 1969
- III Międzynarodowe Biennale Plakatów, Warszawa 1970
- II Wystawa Projektów Polskich Znaczków Pocztowych, Warszawa 1980
- Wystawa Zakładów Artystycznych „ART.” ZPAP, Warszawa 1980
- Wystawa Plakatu Muzycznego, Wilanów 1980
- Wystawa plakatów „Kobieta w plakacie”, Opole 1981
- Wystawa indywidualna, Szczecin 1981
- III Wystawa Projektów Polskich Znaczków Pocztowych, Wrocław 1984
- Wystawa indywidualna, Wrocław 1989
- II Krajowa Wystawa Filatelistyczna „Grafilex”, Bielsko Biała 1990
- Wystawa projektów znaczków – emisja: Poczet Królów i Książąt Polskich wg Jana Matejki, 1986–2000, Wrocław 1998
- Wystawa Plakatu Chopinowskiego, Wilanów 2000

## Ordery i odznaczenia
- Krzyż Kawalerski Orderu Odrodzenia Polski, 1989
- Złoty Krzyż Zasługi, 1981
- Medal 10-lecia Polski Ludowej, 19 stycznia 1955[4]
- Srebrny Medal „Zasłużony Kulturze Gloria Artis”, 7 października 2005[5]
- Złota odznaka „Zasłużony Pracownik Łączności”

## Nagrody i wyróżnienia
- I nagroda w konkursie na plakat V Światowy Festiwal Młodzieży i Studentów – Warszawa, 1955
- II nagroda w konkursie na plakat na plakat VI Światowy Festiwal Młodzieży i Studentów – Moskwa, 1957
- Wyróżnienie w konkursie na znaczek Przyjaciel Dziecka, 1958
- Wyróżnienie w konkursie na plakat ZOO, 1958
- II nagroda w konkursie na znak „Centrala Rolniczej Spółdzielni”, 1958
- I nagroda w konkursie na plakat VII Światowy Festiwal Młodzieży i Studentów – Wiedeń, 1959
- Wyróżnienie w konkursie na znak wydawnictwa (WNT), 1961
- Srebrny medal na II Międzynarodowym Biennale Argentyńskiego Stowarzyszenia Filatelistycznego – Buenos Aires, 1964
- II nagroda w konkursie na znak galerii MDM, 1964
- Wawrzyn Polskiego Komitetu Olimpijskiego za znaczki z Igrzysk w Tokio, 1964
- II nagroda w konkursie na plakat VII Międzynarodowy Konkurs Pianistyczny im. Fryderyka Chopina, 1965
- Srebrny medal w VII Międzynarodowym Konkursie Plakatów Turystycznych – Mediolan, 1967
- II nagroda w konkursie na plakat VIII Międzynarodowy Konkurs Pianistyczny im. Fryderyka Chopina, 1970
- III nagroda w konkursie „200 rocznica powstania Stanów Zjednoczonych”, 1975
- Wyróżnienie w konkursie na najlepiej wydaną książkę, 1977
- I nagroda XII Międzynarodowego Jury Sztuki Filatelistycznej w Asiago (Włochy) za najładniejszy znaczek świata (w kategorii ekologii), 1981
- I nagroda na II Wystawie Projektów Polskich Znaczków Pocztowych – Wrocław, 1984
- Medal za zasługi dla rozwoju Muzeum poczty i telekomunikacji we Wrocławiu, 1986

## Upamiętnienie
W uznaniu zasług artysty Poczta Polska wydała w 2006 kartkę pocztową (Cp 1415) z serii „Polscy projektanci znaczków pocztowych”, na której na znaku opłaty o wartości 1,30 zł znalazł się wizerunek artysty. Umieszczono na niej także reprodukcje znaczków jego autorstwa.